# Nixxes Software
Nixxes Software — нидерландская компания, разработчик компьютерных игр. Компания расположена в Утрехте и в основном специализируется на портировании компьютерных игр на дополнительные платформы. В прошлом компания в основном работала от имени издателя Eidos Interactive и его будущей материнской компании — Square Enix.

## История
Компания была основана в 1999 году Юрьеном Катсманом (нидерл. Jurjen Katsman) и первоначально состояла из одного человека. Название компании является отсылкой на прозвище «NiX», используемое Катсманом на демосцене. Ранее Катсман работал в британском издательстве Eidos Interactive, которое отправило его в США в 1998 году в свою дочернюю компанию Crystal Dynamics, чтобы следить за процессом разработки технологий. Однако через несколько месяцев Катсман решает вернуться в Нидерланды. Crystal Dynamics позднее просит его заняться портированием Legacy of Kain: Soul Reaver на игровую консоль Dreamcast. Позднее Nixxes получает дополнительные заказы от Crystal Dynamics на портирование игр, в том числе на её основной бренд — Tomb Raider. С момента приобретения Eidos японским издателем Square Enix также были добавлены заказы от других студий-разработчиков, включая основные бренды, такие как Deus Ex (для Eidos Montreal) и Hitman (для IO Interactive). Nixxes часто участвует в проектах с самого начала фазы программирования и разрабатывает порты, параллельно согласовывая процесс с основной студией разработки для одновременного выпуска.
По словам Катсмана в интервью в 2011 году, компания не стремится к саморазвитию, потому что у Катсмана нет страсти к дизайну игр и он сосредоточен на техническом обслуживании.
1 июля 2021 года компания была приобретена корпорацией Sony и стала частью PlayStation Studios. С того момента студия активно портировала до этого эксклюзивные игры PlayStation на персональные компьютеры под управлением Windows. Среди их портов присутствуют игры таких студий, как Insomniac Games (Ratchet & Clank: Rift Apart и игры серии Marvel’s Spider-Man), Sucker Punch Productions (Ghost of Tsushima Director’s Cut), Guerrilla Games (игры серии Horizon) и Naughty Dog (The Last of US Part II Remastered).

## Портированные игры
| Год  | Название                             | Платформа                             | Разработчик              | Издатель                       |
| ---- | ------------------------------------ | ------------------------------------- | ------------------------ | ------------------------------ |
| 2000 | Legacy of Kain: Soul Reaver          | Sega Dreamcast                        | Crystal Dynamics         | Eidos Interactive              |
| 2001 | Mad Dash Racing                      | Xbox                                  | Crystal Dynamics         | Eidos Interactive              |
| 2001 | Legacy of Kain: Soul Reaver 2        | Windows                               | Crystal Dynamics         | Eidos Interactive              |
| 2002 | Blood Omen 2                         | GameCube, Windows, Xbox               | Crystal Dynamics         | Eidos Interactive              |
| 2003 | Legacy of Kain: Defiance             | Windows, Xbox                         | Crystal Dynamics         | Eidos Interactive              |
| 2003 | Whiplash                             | PlayStation 2, Xbox                   | Crystal Dynamics         | Eidos Interactive              |
| 2005 | Project Snowblind                    | Windows, Xbox                         | Crystal Dynamics         | Eidos Interactive              |
| 2006 | Tomb Raider: Legend                  | GameCube, Windows, Xbox               | Crystal Dynamics         | Eidos Interactive              |
| 2007 | Tomb Raider: Anniversary             | Windows                               | Crystal Dynamics         | Eidos Interactive              |
| 2008 | Tomb Raider: Underworld              | Windows, PlayStation 3                | Crystal Dynamics         | Eidos Interactive              |
| 2010 | Kane & Lynch 2: Dog Days             | Windows                               | IO Interactive           | Square Enix Europe             |
| 2010 | Lara Croft and the Guardian of Light | Windows, PlayStation 3                | Crystal Dynamics         | Square Enix Europe             |
| 2011 | Deus Ex: Human Revolution            | Windows                               | Eidos-Montréal           | Square Enix Europe             |
| 2012 | Hitman: Absolution                   | Windows                               | IO Interactive           | Square Enix Europe             |
| 2013 | Tomb Raider                          | Windows, PlayStation 3, PlayStation 4 | Crystal Dynamics         | Square Enix Europe             |
| 2013 | Killzone: Shadow Fall                | PlayStation 4                         | Guerrilla Games          | Sony Computer Entertainment    |
| 2014 | Thief                                | Windows                               | Eidos-Montréal           | Square Enix                    |
| 2014 | Lara Croft and the Temple of Osiris  | Windows, PlayStation 4                | Crystal Dynamics         | Eidos Interactive              |
| 2015 | Rise of the Tomb Raider              | Windows, Xbox 360, PlayStation 4      | Crystal Dynamics         | Square Enix, Microsoft Studios |
| 2016 | Deus Ex: Mankind Divided             | Windows                               | Eidos-Montréal           | Square Enix                    |
| 2018 | Shadow of the Tomb Raider            | Windows                               | Eidos-Montréal           | Square Enix Europe             |
| 2020 | Marvel’s Avengers                    | Windows                               | Crystal Dynamics         | Square Enix                    |
| 2021 | Horizon Zero Dawn Complete Edition   | Windows                               | Guerrilla Games          | Sony Interactive Entertainment |
| 2022 | Marvel’s Spider-Man Remastered       | Windows                               | Insomniac Games          | Sony Interactive Entertainment |
| 2022 | Marvel’s Spider-Man: Miles Morales   | Windows                               | Insomniac Games          | Sony Interactive Entertainment |
| 2023 | Ratchet & Clank: Rift Apart          | Windows                               | Insomniac Games          | Sony Interactive Entertainment |
| 2024 | Horizon Forbidden West               | Windows                               | Guerrilla Games          | Sony Interactive Entertainment |
| 2024 | Ghost of Tsushima Director’s Cut     | Windows                               | Sucker Punch Productions | Sony Interactive Entertainment |
| 2024 | Horizon Zero Dawn Remastered         | Windows, PlayStation 5                | Guerrilla Games          | Sony Interactive Entertainment |
| 2025 | Marvel’s Spider-Man 2                | Windows                               | Insomniac Games          | Sony Interactive Entertainment |
| 2025 | The Last of Us Part II Remastered    | Windows                               | Naughty Dog              | Sony Interactive Entertainment |